# África Brasil
Albums de Jorge Ben Jor
Gil e Jorge
(1975) Tropical
(1977)
África Brasil est un album de Jorge Ben Jor, sorti en 1976.

## L'album
Rod Stewart a utilisé la mélodie du titre Taj Mahal pour sa chanson Da Ya Think I'm Sexy?, ce qui lui valut un procès pour plagiat. Le différend s'est réglé avec le versement par Stewart des redevances de la chanson à l'UNICEF.
Rolling Stone a inclus l'album dans sa liste des 100 meilleurs albums brésiliens de tous les temps. Il fait aussi partie des 1001 albums qu'il faut avoir écoutés dans sa vie.

### Titres
Tous les titres sont de Jorge Ben Jor.
1. Ponta de Lança Africano (Umbabarauma) (3:52)
2. Hermes Trismegisto Escreveu (3:02)
3. O Filósofo (3:27)
4. Meus Filhos, Meu Tesouro (3:53)
5. O Plebeu (3:07)
6. Taj Mahal (3:09)
7. Xica da Silva (4:05)
8. A História de Jorge (3:49)
9. Camisa 10 da Gávea (4:04)
10. Cavaleiro do Cavalo Imaculado (4:46)
11. África Brasil (Zumbi) (3:47)

### Musiciens
- Ariovaldo : atabaque, congas, timbales, tumba
- Jorge Ben : basse, guitare, piano, voix
- José Roberto Bertrami : claviers, surdo
- Canegal : atabaque, congas, yumba
- Jose Bigorna Carlos : flûte, saxophone
- Djalma Corrêa : atabaque, congas, timbales, tumba
- Dadi : guitare
- Wilson DasNeves : timbales
- Doutor : atabaque, congas, tumba
- Evinha, Heavy Q Connection, Marisa Waldyr : voix
- Hermes : timbales
- João : piano
- Joãozinho : atabaque, congas, timbales, tumba
- Aldo Luiz : capa
- Luna : cuica
- Oberdan Magalhães : saxophone
- Márcio Montarroyos : trompette
- Neném : percussions